# Sân vận động Friuli
Sân vận động Friuli (tiếng Ý: Stadio Friuli; được gọi là Dacia Arena vì lý do tài trợ) là một sân vận động bóng đá toàn chỗ ngồi ở Udine, Ý. Đây là sân nhà của câu lạc bộ Udinese thuộc Serie A. Sân vận động có sức chứa 25.144 chỗ ngồi và được xây dựng vào năm 1976.

## Giải vô địch bóng đá thế giới 1990
Sân vận động này là một trong những địa điểm tổ chức Giải vô địch bóng đá thế giới 1990, và đã tổ chức ba trận đấu.
| Ngày                | Đội #1   | Kết quả | Đội #2      | Vòng   |
| ------------------- | -------- | ------- | ----------- | ------ |
| 13 tháng 6 năm 1990 | Uruguay  | 0–0     | Tây Ban Nha | Bảng E |
| 17 tháng 6 năm 1990 | Hàn Quốc | 1–3     | Tây Ban Nha | Bảng E |
| 21 tháng 6 năm 1990 | Hàn Quốc | 0–1     | Uruguay     | Bảng E |